# Юрик Полян-Пилип Сергійович
Полян-Пилип Сергійович Юрик (1 грудня 1956, с. Баландине, Кам'янський район, Черкаська обл.) — український прозаїк, сатирик і гуморист, поет, перекладач, журналіст. Член Національної спілки журналістів України (1982) і Національної спілки письменників України (2000). Брат українського архітектора, художника, педагога Віктора Сергійовича Юрика (1946—2012).

## Життєпис
Народився в селянській родині. Крім нього в сім'ї було ще двоє братів і сестра, Пилип — найменший. Дитинство пройшло в селі Баландине, вісім років навчався у місцевій середній школі. Закінчив Звенигородський сільськогосподарський технікум (1975), Дніпропетровський сільгоспінститут, нині — Дніпропетровський державний аграрно-економічний університет (1983), відділення журналістики Київської вищої партійної школи (1989).
Працював обліковцем рільничої бригади, агрономом, заввиробничим відділком колгоспу, журналістом районної газети «Радянське життя» (смт Томаківка), обласної молодіжної газети «Прапор юності» (Дніпропетровськ), обласного радіо (Запоріжжя), міської газети «Запорозька Січ». Останнє місце роботи — редактор відділу соціальних проблем обласної газети «Запорізька правда». У цій газеті вів сторінку гумору «Весела Січ» та літературну сторінку «Світлиця».
Автор ліричних і публіцистичних творів, гумористичних і сатиричних книжок, пісняр та перекладач. Його твори публікувалися в газетах «Сільські вісті», «Голос України», «Літературна Україна», «Київська правда», «Від вуха — до вуха», «Веселі вісті» (Київ), часописах, альманахах, колективних збірках. Серед них: журнали «Перець», «Вітчизна», «Дніпро», «Хортиця», «Всесміх» (Канада), «Вожык» (Білорусь), альманахи «Веселий курінь», «Весела Січ» (Запоріжжя) та інші.
Упорядкував і видав художній альбом брата Віктора, живописця, який загинув в автокатастрофі в 2012 році (Юрик В. Романтичний сюжет. — Запоріжжя, 2013). Упорядкував електронний альбом «Зима-наречена» (картини Віктора Юрика, поезія Пилипа Юрика).
У 2009 році Пилип Юрик заснував в Інтернеті Письменницький портал, який підтримується Міжнародним фондом імені Павла Глазового, де публікує твори знаних і маловідомих літераторів; представляє біографії й твори гумористів і сатириків України, як класиків, так і сучасників; рекламує літературні журнали та газети.
Письменник є активним учасником благодійних акцій у військових шпиталях, їздить з волонтерами в зону АТО, де виступає перед українськими воїнами зі своїми гумористично-сатиричними та зворушливими ліричними і патріотичними творами.

## Цікаві факти
Батьки назвали свого сина Пилипом. Коли він став дорослим, то вирішив додати собі ще й українське ім'я Полян — від поля, від українського народу, який звався полянами.

## Твори
- Пісня волі: поезії. — Дніпропетровськ :Січ, 1993.
- Даремний переляк: гумор і сатира. — Запоріжжя : Дніпровський металург, 1998.
- П'ятнадцята премія: гумор і сатира. — Запоріжжя : Хортиця, 2001.
- Тільки Сталін на стіні: фольклор епохи соціалізму та побудови комунізму. — Запоріжжя : Просвіта, 2003.
- Сповідь вовкодава. Вибране: гумор і сатира. — Запоріжжя : Дніпровський металург, 2006.
- Сказання про стародавні минувшини руські / пер. із рос. — Запоріжжя : Дніпровський металург, 2007.
- Калина хортицька: (пісні на слова Пилипа Юрика). — Запоріжжя : ФОП Перченко М. А., 2012.
- Поклик Святослава: лірика. — Запоріжжя : Дніпровський металург, 2014.
- Де ти вештаєшся? : гумор і сатира. — Запоріжжя : Дніпровський металург, 2014.
- Осляче тріо: гумор і сатира. — Запоріжжя : Дніпровський металург, 2014.
- Тільки Сталін на стіні: фольклор епохи соціалізму та будівництва комунізму. — Вид. 2-ге, доп. — Запоріжжя : Дике Поле, 2017.
- Ворожіння на кавовій гущі, або Конституція Пилипа (Юрика) Орлика. — Київ : Бібліотека журналу «Перець. Весела республіка», 2018.
- Городні дебати: байки. — Запоріжжя: Дніпровський металург, 2020[8].

## Відзнаки
- Нагороджений Золотою медаллю української журналістики (2012)
- Почесний журналіст України (2017).
- Лауреат премії журналу «Перець» та Міністерства культури України «Автора! Автора!» (1989),
- Лауреат обласних конкурсів «Весела Січ» у Запоріжжі (1997,1998, 2000, 2001 й 2005 рр.)
- Лауреат Всеукраїнських літературних премій:
  - імені Степана Руданського (1999),
  - імені Степана Олійника (2007)
  - імені Василя Юхимовича (2012),
- Лауреат обласної літературно-мистецької премії імені Петра Ребра (Запоріжжя, 2017)[9]
- Лауреат обласної журналістської премії імені Андрія Клюненка (Запоріжжя, 2009) за висвітлення соціально-економічних тем
- Лауреат обласної літературно-мистецької премії імені Леоніда Глібова (Чернігів, 2021)[10].